# Форрест (округ)
Округ Форрест (англ. Forrest County) — округ штата Миссисипи, США. Население округа на 2000 год составляло 72604 человек. Административный центр округа — город Хаттисберг.

## История
Округ Форрест основан в 1906 году.

## География
Округ занимает площадь 1209.5 км2.

## Демография
Согласно переписи населения 2000 года, в округе Форрест проживало 72604 человек (данные Бюро переписи населения США). Плотность населения составляла 60 человек на квадратный километр.